# Pseudotocinclus tietensis
Pseudotocinclus tietensis är en fiskart som först beskrevs av Ihering, 1907.  Pseudotocinclus tietensis ingår i släktet Pseudotocinclus och familjen Loricariidae. IUCN kategoriserar arten globalt som sårbar. Inga underarter finns listade i Catalogue of Life.